# 波阿爾塔阿爾伯鄉
44°13′0″N 28°24′0″E / 44.21667°N 28.40000°E
波阿爾塔阿爾伯鄉（羅馬尼亞語：Comuna Poarta Albă, Constanța），是羅馬尼亞的鄉份，位於該國西南部，由康斯坦察縣負責管轄，面積68平方公里，海拔高度34米，2007年人口4,756，人口密度每平方公里70人。